# Sylvia Hoeks
Sylvia Hoeks (tiếng Hà Lan: [ɦuks]; sinh ngày 1/6/1983) là nữ diễn viên, cựu người mẫu người Hà Lan. Cô được biết đến nhiều qua vai Luv trong phim điện ảnh Blade Runner 2049.

## Thời thơ ấu
Hoeks lớn lên tại Maarheeze, Noord-Brabant, Hà Lan. Bên cạnh tiếng mẹ đẻ, cô có thể nói tiếng Đức, Pháp và Anh.